# Anochetus faurei
Anochetus faurei é uma espécie de formiga do gênero Anochetus, pertencente à subfamília Ponerinae.